# Oedemopsis picta
Oedemopsis picta là một loài tò vò trong họ Ichneumonidae.